# Personaggi di Slam Dunk
Questa voce contiene l'elenco dei principali personaggi del manga e anime Slam Dunk di Takehiko Inoue.

## Shohoku
Tra le squadre più valenti della prefettura di Kanagawa, soprattutto per merito della loro attuale formazione titolare, a dispetto degli umili risultati degli anni precedenti. Ciò che rende temibile lo Shohoku è l'affinità di gioco tra i singoli giocatori, i quali sono molto preparati sia dal punto di vista tecnico che da quello atletico, inoltre riescono a condurre il gioco grazie all'ottima percentuale di rimbalzi conquistati durante il match. La squadra, mantenendo una buona continuità di gioco, anche quando si lascia distanziare dagli avversari, riesce sempre a raggiungere la rimonta e poi il vantaggio. L'unica debolezza dello Shohoku è l’assenza di un roster profondo, che costringe quasi sempre i titolari a disputare tutta la partita. Questo punto debole si vedrà soprattutto al campionato nazionale dove la squadra, esausta per la partita contro il Sannoh e priva di un Sakuragi infortunato, perde mestamente al turno successivo e viene eliminata.

### Titolari
Hanamichi Sakuragi
Kaede Rukawa
Takenori Akagi
Takenori Akagi (赤木 剛憲?) alto 197 cm, è il centro titolare e capitano della squadra di pallacanestro dello Shohoku, nonché il giocatore più alto della squadra. È il fratello maggiore di Haruko. Il suo sogno è sempre stato vincere il campionato nazionale, ma non ha mai avuto una squadra competitiva fino al terzo anno, con l'arrivo di Hanamichi e Rukawa e il ritorno di Mitsui. Si impegna sempre molto, sia nel basket sia nello studio. Nel suo anno da matricola non era un giocatore molto talentuoso in quanto peccava nei fondamentali e nei tiri liberi, anche se era già particolarmente dominante sotto canestro, grazie al suo possente fisico (quando era una matricola era già alto 193 cm). Col tempo ha migliorato molto la sua tecnica, fino a diventare il più forte centro della prefettura di Kanagawa al suo terzo anno, venendo inserito nel “Kanagawa Best Five” insieme al compagno Rukawa. È indubbiamente il difensore più forte dello Shohoku, forte delle sue poderose stoppate, anche grazie alla mossa che viene soprannominata dai compagni lo “schiacciamosche”. È famoso anche per la sua schiacciata a due mani, chiamata "Gorilla Dunk"; tale nome deriva dal soprannome che Hanamichi gli affibbiò fin dal loro primo incontro, ovvero il "Gorilla", per via della stazza, le fattezze del viso e la sua incredibile forza fisica (successivamente si scoprirà che due anni prima tale nomignolo gli era stato affibbiato da Mitsui). È una persona dal temperamento forte, fiero e audace che si impegna sempre a mantenere la disciplina nella squadra, sottoponendo i suoi compagni di squadra a duri allenamenti. A volte tende a perdere le staffe diventando violento con i suoi compagni (anche perché esasperato dalla loro immaturità), in modo particolare con Hanamichi. Può sembrare freddo ma in realtà nutre grande fiducia nei suoi compagni e li incoraggia sempre, tenendo molto a loro. Ha aiutato molto Hanamichi a perfezionare la sua tecnica di tiro e soprattutto a insegnargli l'importanza del rimbalzo. Durante i campionati nazionali si dimostra uno dei migliori centri del paese, anche se perde nettamente lo scontro con Masashi Kawata del Sannoh, superiore a lui sotto ogni aspetto. È ispirato all'ex giocatore NBA Patrick Ewing.
Ryota Miyagi
Ryota Miyagi (宮城 リョータ?) è il playmaker della squadra, studente del secondo anno, compensa la bassa statura (168 cm) con una grande rapidità, che lo rende molto dotato nel dribbling e ciò, in aggiunta alle sue eccellenti capacità di assist-man, gli permettono di spiazzare gli avversari. Potenzialmente è uno dei playmaker più forti del Giappone, ma per molto tempo non è stato capace di mettersi in mostra nei campionati scolastici, tanto da non essere riconosciuto nemmeno tra i più forti di Kanagawa. In precedenza era un teppista e finì in ospedale dopo una violenta rissa con Mitsui, ma una volta ristabilitosi decide di gettare il passato alle spalle e torna subito nella squadra di basket. Gioca a pallacanestro soprattutto per Ayako, di cui è follemente innamorato: inizialmente lui e Hanamichi si odiano vicendevolmente perché Miyagi crede che lui sia innamorato di Ayako, ma dopo essersi chiariti i due diverranno grandi amici, avendo in comune anche il fatto di essere entrambi sfigati con le ragazze (anche se Miyagi ha subito meno delusioni di Hanamichi). Curiosamente il timore dei loro compagni era che, per via del brutto carattere che hanno entrambi, non sarebbero riusciti ad andare d'accordo. Rispetto a Sakuragi è più giudizioso, ma non si fa problemi a ricorrere alla violenza quando viene provocato. Sviluppa un bel rapporto anche con Mitsui, quando quest’ultimo decide di redimersi per il suo passato da teppista e di ritornare nel club di basket. Quando lo Shohoku partecipa ai campionati nazionali Miyagi si rivela una vera e propria sorpresa, mostrando di essere uno dei migliori playmaker del torneo e mettendo in seria difficoltà avversari nello stesso ruolo che, in apparenza, sembravano ben più forti di lui. Dopo il ritiro di Akagi, diventa il nuovo capitano. Nel film The First Slam Dunk si scopre che è originario di Okinawa. Orfano di padre, successivamente perse prematuramente anche il fratello maggiore Sota (talentuoso giocatore di basket, che trasmise la passione a Ryota) a causa di un incidente in mare. Poco prima di iniziare le medie si trasferì con la madre e la sorella a Kanagawa.
Hisashi Mitsui
Hisashi Mitsui (三井 寿?) era l'MVP del torneo della prefettura delle scuole medie, nonché una delle più grandi promesse del basket a livello nazionale. Studente del terzo anno, alto 184 cm, di ruolo è una guardia tiratrice. Ha avuto proposte dai licei con le squadre di pallacanestro più forti della prefettura di Kanagawa, tra cui il Ryonan, ma la grande stima per Anzai portò Mitsui a scegliere il semi-sconosciuto Shohoku. Esordì al liceo con Kogure e Akagi, instaurando con quest'ultimo un forte dualismo simile a quello tra Sakuragi e Rukawa. All’inizio del primo anno subì la rottura del tendine rotuleo durante un allenamento, rischiando di non giocare l'esordio della squadra al campionato della prefettura. Non potendo sopportare di stare così tanto tempo lontano dal campo, Mitsui tornò a giocare prima del previsto, subendo una nuova rottura del tendine rotuleo dopo pochi minuti di allenamento. Durante la sua assenza lo Shohoku iniziò a fare affidamento solo su Akagi, fatto che sconfortò Mitsui a tal punto che decise di abbandonare il basket. Ormai disilluso e divenuto un teppista, lui e i suoi compari aggredirono Miyagi, il quale gli fece anche perdere dei denti. Furioso verso i suoi vecchi compagni, Mitsui decide di punire la sua ex-squadra scatenando una rissa in palestra, ma alla fine lui e la sua banda hanno la peggio. Kogure cerca convincere Mitsui a tornare in squadra e grazie all'intervento dell'allenatore Anzai, che Mitsui stima molto, il ragazzo confessa in lacrime al suo coach di voler tornare a giocare a basket, pentendosi per le sue azioni e decidendo di ricominciare da zero. Giocatore estremamente poliedrico, insieme a Jin del Kainan è il più abile tiratore da tre punti di tutta la prefettura di Kanagawa. Il suo punto debole è la scarsa resistenza, dovuta ai due anni di inattività, ma il suo livello di concentrazione è tale da avere un’ottima media realizzativa anche quando è esausto. Prima dell'infortunio aveva il difetto, come Rukawa, di essere un po' troppo individualista, anche se diversamente da quest'ultimo era molto più amichevole e carismatico.

### Sostituti
Kiminobu Kogure
Kiminobu Kogure (木暮 公延?) è il vice-capitano della squadra, studente del terzo, alto 178 cm. Lui e Akagi usano due approcci molto diversi, infatti Kogure preferisce essere più gentile e tollerante nei riguardi dei propri compagni, rispetta Akagi pur ritenendolo a volte un po' troppo severo. Kokure e Akagi sono amici fin da quando studiavano nella stessa scuola media, già a quel tempo giocavano insieme nella squadra di basket dell'istituto, ma al contrario di Akagi per lui era molto più difficile gestire l'intensità degli allenamenti, come Kogure ha ammesso lui ha iniziato a giocare a basket perché in qualche modo desiderava diventare più forte. Quando lui e Akagi si sono iscritti allo Shohoku come matricole Kogure era felice di giocare al fianco di Mitsui dato che quest'ultimo era già un campione affermato. Di fatto è una persona innocua ma ha molta forza di carattere, ne è la conferma che è stato lui a convincere Mitsui a tornare in squadra dopo aver avuto il coraggio di affrontarlo dato che il suo amico aveva preso una cattiva strada. Tra le riserve della squadra è quello che viene impiegato più volte in partita spesso sostituendo Hanamichi e, in rari casi, Mitsui. Può giocare sia come ala grande che come guardia tiratrice, anche se non è forte come Mitsui la sua tecnica nell'esecuzione del tiro dalla media-lunga distanza non ha nulla da invidiare alla sua. Assieme a Hikoichi, Haruko e ad Anzai è l'unico che sin dall'inizio ha fiducia nelle capacità di Hanamichi. È il più maturo della squadra e i suoi pregi sono la calma e la riflessività, che contribuiscono nel tenere a bada le teste calde del team (Sakuragi in primis).
Yasuharu Yasuda
Yasuharu Yasuda (安田 靖春?) è un ragazzo gentile, ama la squadra e farebbe di tutto per proteggerla. Alto 165 cm all'inizio è tra i titolari ma con il rientro di Miyagi viene retrocesso a riserva, nei rari casi in cui lo si vede in azione dà comunque prova di avere una buona tecnica di base, invece che puntare sulla velocità Yasuda preferisce controllare la partita con un ritmo più contenuto. È molto amico di Miyagi.
Satoru Kakuta
Alto 180 cm, sostituisce Hanamichi e Rukawa in rari casi. Non dotato di grandi capacità, non è all'altezza di Sakuragi infatti anche ricoprendo il ruolo di centro in allenamento non può reggere il passo con la sua forza. Di tutti i giocatori dello Shohoku è quello che pare più impressionato dal talento di Hanamichi non concependo come faccia a essere così forte pur praticando il basket da soli pochi mesi.
Tetsushi Shiozaki
Tetsushi Shiozaki (潮崎哲士?) gioca nel ruolo di guardia, alto 170 cm, ma con il rientro in squadra di Mitsui viene messo in panchina. Infatti per quasi tutta la serie lo si vede solo nel ruolo di sostenitore morale facendo il tifo per i suoi compagni.
Kentarou Ishii, Satoru Sasaoka e Toki Kuwata
Riserve iscritte al primo anno che non scendono mai in campo ma si limitano a sostenere i compagni dalla panchina.
Ayako
Ayako (彩子?) è una studentessa del secondo anno, è la manager e vice-allenatrice dello Shohoku. Lei e Rukawa frequentavano la stessa scuola media. Bella e tenace, è lei a insegnare i fondamentali a Hanamichi, cosa che egli detesta così come la sua abitudine di chiamarlo con il suo nome completo. Miyagi ne è molto innamorato ma la ragazza, pur sostenendolo e incoraggiandolo durante le partite, non sembra ricambiarne il sentimento.
Mitsuyoshi Anzai
Mitsuyoshi Anzai (安西光義?) è l'allenatore dello Shohoku. È una figura molto amata (e in passato temuta) e rispettata dai suoi allievi e anche dagli allenatori delle altre squadre. La sua corporatura, tozza e tutt'altro che sportiva, potrebbe ingannare ma in passato è stato un grande campione di basket, giocando anche come titolare nella nazionale giapponese; in seguito divenne un allenatore universitario, uno dei più preparati di tutto il paese, particolarmente noto per la sua severità, tanto da meritarsi i nomignoli di "diavolo dai capelli bianchi" e "schiavista del basket". La morte di un suo precedente allievo, Ryuji Yazawa, lo scioccò al punto da portarlo ad abbandonare l'ambito universitario e i metodi austeri, trasformandosi in un uomo mite, bonario e anche molto paziente (visti i continui fastidi che gli procura Hanamichi), meritandosi il soprannome di "Buddha dai capelli bianchi". Partecipa poco alla preparazione della sua squadra e affida spesso il suo compito ad Akagi e Ayako; tuttavia risulterà fondamentale nella maturazione di Rukawa, Mitsui e, soprattutto, di Sakuragi, che gli salva la vita dopo che subisce un attacco di cuore in palestra. Al contrario dei coach delle altre squadre non si spazientisce mai durante le partite, mantenendo sempre la calma anche nei momenti più duri. Effettivamente soltanto quando vede giocare Hanamichi e Rukawa riesce a emozionarsi, perdendo la sua compostezza davanti al talento dei due. In tutta la serie Sakuragi è stato l'unico giocatore dello Shohoku a cui ha dato delle lezioni private, insegnandogli a perfezionare la sua tecnica nel tiro libero dalla lunga distanza. In una gag ricorrente Sakuragi gli strattona o gli schiaffeggia la pappagorgia.

### Altri studenti
la Banda di Sakuragi (桜木軍団?, Sakuragi Gundan) è composta dagli amici del protagonista sin dai tempi delle medie, sono iscritti come lui al primo anno di liceo. Nonostante lo prendano continuamente in giro per la sua sfortuna con le ragazze e per le sue papere durante gli allenamenti e le partite, sono sempre pronti ad aiutarlo nei momenti di bisogno. Nonostante l'aspetto più comico che serio sono tutti molto famigerati in città per essere estremamente forti, tanto che insieme a Hanamichi mettono al tappeto Mitsui e i suoi compagni senza fatica.
- Yohei Mito (水戸 洋平?): è il componente della banda più saggio e legato a Hanamichi, è indubbiamente il suo miglior amico anche se pure lui non esita a prenderlo in giro. Conosce Hanamichi meglio di chiunque altro, è un ragazzo di valore, cosa di cui Miyagi si rende subito conto al loro primo incontro.
- Yuji Ohkusu (大楠 雄二?): ha un temperamento aggressivo e violento ed è sempre il primo ad accettare le provocazioni di altri teppisti, come tutti i suoi amici, malgrado non si astenga dal prendere in giro Sakuragi, lo sostiene sempre venendo a vedere tutte le sue partite.
- Chuichirou Noma (野間 忠一郎?): molto fedele ai suoi amici, non esita mai a gettarsi nella mischia per aiutarli. Benché sia una matricola del liceo, dall'aspetto appare più grande. È coraggioso e non si lascia intimorire, infatti anche quando Tetsuo e i suoi amici lo avevano picchiato per sapere dove si trovava il club di pallacanestro, non ha proferito parola.
- Nozomi Takamiya (高宮 望?): è il personaggio più comico del gruppo poiché pensa solo a mangiare e a scherzare, ma è molto fedele ai suoi amici. Viene spesso preso in giro dagli altri per via del suo peso. Ha le labbra carnose e porta sempre gli occhiali da sole.

Haruko Akagi
Haruko Akagi (赤木 晴子?) è la sorella minore di Takenori, a differenza del fratello è molto carina, nonché una ragazza dolce e sensibile ma anche molto ingenua. Matricola del primo anno, Hanamichi è innamorato pazzo di lei, ma Haruko non si accorge dei suoi sentimenti e ha solo occhi per Rukawa, il quale però non la considera minimamente. Anche lei è appassionata di basket e insegnerà alcune regole e tattiche a Sakuragi, il quale non dà retta a nessuno tranne che a lei; è stata proprio Haruko a convincerlo a iscriversi al club di pallacanestro del liceo. Assiste sempre alle partite dello Shohoku, ha una grande stima per suo fratello. Durante la partita contro il Sannoh, Sakuragi le confessa che ama veramente la pallacanestro, e indirettamente le dichiara anche i suoi sentimenti per lei, lasciandola senza parole, rimane infatti il dubbio sul fatto che forse, senza che nemmeno lei se ne rendesse conto, Haruko possa ricambiare il suo amore.
Fuji
Amica intima di Haruko, è molto timida e silenziosa. All'inizio la avverte delle voci che circolano su Hanamichi riguardanti il suo carattere rissoso, ma successivamente anche lei sosterrà il protagonista e lo Shohoku.
Matsui
Un'altra amica di Haruko. Anche lei assiste a ogni incontro dello Shohoku e spesso pizzica la sua amica con battute spinte sulla sua ossessione per Rukawa.
Mari Kawai
Iscritta al secondo anno, appare unicamente nell'anime, si occupa del giornale della scuola. Decide di fare un'intervista a Rukawa (il quale, per tutta risposta, la manda a quel paese) nonostante lo trovi un maleducato, salvo poi innamorarsene vedendolo in azione durante il campo estivo con lo Josei di Shizuoka. Con lei sono sempre presenti due assistenti, i quali subiscono continuamente le sue angherie.
Tatsuhiko Aota
Conosciuto come "uomo del judo", è molto forte e ha vinto in molte occasioni il titolo nazionale nella sua disciplina. È un amico/rivale di Akagi fin dai tempi delle elementari. Stupefatto dalla prestanza fisica di Hanamichi, lo vuole costringere a entrare nel suo club di judo, prima con la forza, poi tentando di corromperlo con delle foto di Haruko da bambina (anche Aota è innamorato della ragazza). Hanamichi non rinuncia al basket, ma Aota non si dà per vinto e lo tormenterà sempre con la sua proposta.
Norio Hatta
Norio Hotta (堀田 徳男?) è uno studente del terzo anno, è a capo dei teppisti del liceo Shohoku. Hatta e Mitsui sono molto amici. Inizialmente un bullo pieno di sé forte nel combattimento corpo a corpo, sebbene Rukawa riesca a mettere al tappeto senza troppa difficoltà sia lui sia i suoi amici. Cambia i suoi atteggiamenti dopo la rissa in palestra con la squadra di basket. Lui e i suoi amici diverranno grandi sostenitori di Mitsui e Sakuragi durante le partite.
Le fan di Rukawa
Inizialmente sono un trio di studentesse anonime innamorate di Rukawa che lo seguono durante i suoi allenamenti con lo Shohoku; dopo la partita contro lo Shoyo, tuttavia, il loro numero aumenta a dismisura e sostengono il loro idolo in ogni incontro della sua squadra con tanto di costumino e pon pon sebbene non ricevano mai una risposta dal diretto interessato. Hanamichi ha più volte scontri fisici con loro in quanto non sopporta che urlino il nome del suo odiato rivale.

## Personaggi di altri team significativi

### Ryonan
Si tratta di una delle squadre più competitive della prefettura di Kanagawa. Fa un gioco molto efficace sia a livello difensivo che a livello offensivo. Il vero punto di forza del Ryonan è però l’attacco, in quanto possiede alcuni dei migliori finalizzatori di tutta la prefettura, i quali sfruttano al meglio le loro capacità nella zona sotto canestro. Atleticamente i loro giocatori sono probabilmente sullo stesso livello di quelli dello Shohoku dato che, proprio come loro, i migliori attaccanti del Ryonan sanno eseguire la schiacciata. La buona preparazione della squadra è dovuta anche ai duri allenamenti a cui si sottopongono per temprare al meglio le loro abilità. Il Ryonan, grazie a un roster profondo e ad alcuni dei migliori della prefettura e a livello nazionale, dimostra di essere praticamente allo stesso livello del Kainan, infatti nella sfida diretta viene sconfitto solamente ai tempi supplementari. A pesare sulla sconfitta è stata anche l’espulsione del capitano Uozumi, che ha fatto perdere alla squadra molta della sua forza offensiva.
- Jun Uozumi - Jun Uozumi (魚住純?) è il capitano del Ryonan e gioca nel ruolo di centro. Studente del terzo anno, è dotato di un'elevata statura e di un fisico massiccio, 202 cm (199 cm quando era una matricola) per 90 kg di peso. Questo fa di lui uno dei giocatori più alti del Giappone. Inizialmente non era un giocatore particolarmente capace e aveva una scarsa resistenza, ma grazie all’impegno e ai duri allenamenti di coach Taoka è riuscito a diventare uno dei migliori nel suo ruolo in tutta la prefettura. Ha una forte rivalità con Akagi, centro e capitano dello Shohoku, con il quale ha comunque un rapporto di profondo rispetto reciproco. Anche se può sembrare una persona arrogante, è in realtà un giocatore leale e fortemente attaccato alla maglia. Hanamichi lo soprannomina "Scimmione" per la somiglianza fisica con Akagi e anche "Buzzurro". Ha un carattere aggressivo che lo porta a contestare le decisioni arbitrali, cosa che spesso lo porta a commettere un elevato numero di falli o addirittura l’espulsione, come nella sfida contro il Kainan. Il suo stile è identico a quello di Akagi, incentrato principalmente sulla forza fisica, è un eccellente stoppatore e vanta anche la capacità di eseguire delle vigorose schiacciate, inoltre è forte nella conquista del rimbalzo, tanto che Sakuragi confrontandosi proprio contro Uozumi (proprio perché quest'ultimo lo ha messo in difficoltà) ha dovuto istintivamente migliorare le proprie capacità di rimbalzista per potersi misurare al suo stesso livello. Non è particolarmente abile nei tiri liberi, ma in compenso si è rivelato in vari casi un buon regista. Lascia la squadra senza aspettare la fine dell'anno per diventare un cuoco nel ristorante di ramen della famiglia come promesso al padre. Tiene ad Akagi, lo conferma il fatto che gli ha dato il suo sostegno quando era in crisi durante la partita tra lo Shohoku e il Sannoh.
- Akira Sendo - Akira Sendo (仙道 彰?) è il giocatore più forte del Ryonan. Sebbene il capitano sia Uozumi, Sendo è l'indiscusso trascinatore della squadra: i suoi compagni lo considerano infatti il vero punto di riferimento in campo e un modello da imitare. Studente del secondo anno (190 cm per 79 kg). È considerato da tutti il giocatore più forte della prefettura di Kanagawa insieme a Maki del Kainan, nonché uno dei più forti dell'intero panorama nazionale. Già al suo esordio come matricola ai campionati liceali si era distinto per il suo talento. È un tipo distaccato e di poche parole come Rukawa, che lo considera il suo rivale principale. Sendo tuttavia, a differenza di Rukawa, si dimostra molto più solidale con i compagni di squadra, mostra sempre un sorriso gentile. Prende le cose alla leggera, anche per questo Taoka è severo con lui, nel tempo libero gli piace pescare. Il suo gioco versatile gli permette di ricoprire ogni posizione in campo, ma il suo ruolo principale è quello di ala piccola. Secondariamente è in grado di giocare anche da playmaker; sebbene infatti venga ritenuto sprecato per tale posizione vista la sua altezza. Nonostante sia un ottimo attaccante, sa lasciare spazio anche agli altri giocatori infatti riesce a controllare alla perfezione il ritmo della partita e ciò fa di lui probabilmente uno dei migliori passatori della prefettura. Padroneggia le mosse più semplici e quelle più sofisticate, possiede velocità, dribbling e un ottimo cambio di passo, i suoi tiri liberi (principalmente quando va sui 2 punti) sono impeccabili, tutte queste capacità fanno di lui un ottimo tweener. Grazie al suo atletismo può eseguire delle strepitose schiacciate anche quando è ben marcato, una delle sue armi migliori tuttavia è il tiro sotto mano. Sembra che esista un parallelismo tra lui e Sakuragi, quasi involontariamente non sono capaci di giocare a pieno regime davanti ad avversari deboli, infatti quando Sendo non si sente stimolato fatica a impiegare tutta la sua forza, inoltre quando il Ryonan ha il controllo della partita inizialmente lui preferisce un gioco più trattenuto: solo davanti ad avversari molto forti, o quando la partita diventa difficile, sfodera tutto il suo talento. Viene inserito anche lui nel "Kanagawa Best Five". Di tutti i rivali di Sakuragi è l'unico a non trovarlo fastidioso, al contrario l'esuberanza di Hanamichi lo diverte. Sendo considera Hanamichi e Rukawa due degni rivali, anche Taoka ha notato che davanti ai due Sendo diventa insolitamente competitivo. Quando Rukawa si allena con Sendo per migliorare la sua tecnica quest'ultimo gli fa notare che il suo problema è la sua riluttanza a coinvolgere anche gli altri giocatori in attacco, da ciò si evince che nonostante il suo talento Sendo sopra ogni cosa dà importanza al lavoro collettivo. Diventa capitano del Ryonan quando Uozumi lascia la squadra.
- Kicchou Fukuda - Kicchou Fukuda (福田 吉兆?) uno dei giocatori più forti del Ryonan, è probabilmente il miglior attaccante della squadra dopo Sendo, nonché uno dei migliori realizzatori della prefettura. Studente del secondo anno (188 cm per 80 kg), Taoka lo mise sottopressione al punto che Fukuda lo aggredì venendo allontanato per un po' dalla squadra. Tra lui e Hanamichi si viene a instaurare un'accesa rivalità, a detta di Sendo sono molto simili dato che entrambi sono aggressivi e imparano velocemente. In sua assenza Sendo è costretto a ricoprire il suo ruolo, ma quando Fukuda gioca da titolare Sendo può giocare nella sua posizione naturale, ovvero quella di playmaker. Fukuda è un grande atleta, compensa le sue modeste abilità difensive con il suo rapido gioco in attacco, anche grazie al suo off-ball e al suo buon senso della posizione, è quello che più tra tutti riesce a beneficiare degli assist di Sendo per poi andare a canestro. I suoi layup sono spettacolari, affidabile anche nel tiro libero dalla corta distanza. Un aspetto che lo distingue da Kiyota nel Kainan è che Fukuda è capace di saltare con una coordinazione migliore, cosa testimoniata dal fatto che, contrariamente a Kiyota, lui può eseguire la schiacciata in l'alley-oop. Quando Sendo è costretto a marcare l'avversario più forte della squadra rivale, è Fukuda la seconda scelta come principale attaccante. Vede in Sendo un buon compagno di squadra, ma anche un avversario. È una persona orgogliosa e sensibile, e anche se non lo dà a vedere, ha bisogno del sostegno della squadra e del pubblico.
- Tomoyuki Uekusa - Tomoyuki Uekusa (植草智之?) è uno studente del secondo anno (170 cm per 62 kg). È un playmaker ma non può competere con Sendo, il quale occupa lui questa posizione quando Fukuda è in campo, infatti è in assenza di quest'ultimo che Uekusa gioca da guardia. È veloce e quando la squadra è in vantaggio preferisce non fare attacchi troppo avventati esortando i propri compagni a un gioco più prudente.
- Hiroaki Koshino - Hiroaki Koshino (越野宏明?) è uno studente del secondo anno (174 cm per 62 kg) giocatore dalle discrete qualità nel ruolo di guardia tiratrice, il più delle volte appare come una persona calma, ma può innervosirsi davanti ad atteggiamenti infantili e sconvenienti, anche per questo sembra non sopportare Sakuragi. Lui e Uekusa sono in grado di fronteggiare squadre più deboli senza problemi anche senza dover contare su Sendo, Fukuda e Uozumi.
- Ryoji Ikegami - Ryoji Ikegami (池上 良治?) è il vice-capitano del Ryonan, studente del terzo anno. È un buon amico di Uozumi, quando entrambi erano due matricole e quest'ultimo faticava a trovare il giusto ritmo negli allenamento, Ikegami era l'unico in squadra che mostrava un po' di gentilezza nei suoi riguardi. È una persona seria che gioca mettendo impegno, è il miglior difensore della squadra ma è abile nel dare rinforzo pure in attacco, all'inizio è titolare ma con il ritorno in squadra di Fukuda viene retrocesso a riserva, scendendo in campo solo quando il gioco è più intenso. Lascia la squadra insieme a Uozumi dopo la sconfitta contro lo Shohoku.
- Sugadaira - Centro di riserva della squadra, fa quasi sempre da panchinaro, non può nemmeno lontanamente competere con il suo capitano Uozumi, il quale è più forte e più scattante di lui, infatti Sugadaira entra in campo solo quando Uozumi viene esonerato dal gioco.
- Hikoichi Aida - Hikoichi Aida (相田 彦一?) è un giocatore di riserva che non viene mai schierato in campo, è uno studente del primo anno, si è trasferito dalla prefettura di Osaka. Studia con molta attenzione lo stile di gioco degli avversari del Ryonan, prendendo una lunga e meticolosa serie di appunti, lo stesso Hikoichi afferma che quando viveva a Osaka nessuno era più bravo di lui a raccogliere informazioni e nel fare annotazioni. Ha una grande stima per Sakuragi e Rukawa. È molto logorroico e nessuno lo sopporta, specialmente Taoka che spesso lo prende a pugni.
- Moichi Taoka - È da più di 10 anni che ricopre il ruolo di allenatore della squadra di basket del Ryonan, severo con i suoi giocatori, ha 41 anni. Sembra un uomo serio, ma in realtà è infantile e cede facilmente alle provocazioni, è insofferente nei confronti dell'irriverenza di Hanamichi, ma ne riconosce le straordinarie capacità: Hanamichi è praticamente il suo punto debole, infatti Taoka è abile nel decidere le strategie leggendo le partite prevedendo le dinamiche di evoluzione del match, ma paradossalmente l'inesperienza di Hanamichi che lo porta a un gioco imprevedibile e fuori dagli schemi, rappresenta per Taoka un'incognita capace di disorientarlo. Uozumi lo stima molto perché, al suo primo anno di liceo, nonostante Taoka fosse duro con lui davanti alla sua iniziale debolezza, ha saputo comunque essere per Uozumi un importante sostegno emotivo.Taoka desiderava rendere più efficiente la squadra tentando di inserirvi tre elementi del quintetto base dello Shohoku (Mitsui, Miyagi e Rukawa) che aveva corteggiato affinché optassero per il Ryonan una volta concluse le scuole medie; mentre i primi due rifiutarono perché desideravano essere allenati da Anzai, il motivo del no di Rukawa fu la sua enorme pigrizia: il liceo Shohoku era infatti quello più vicino a casa sua

### Miuradai
Non è una squadra particolarmente forte, decisamente più debole se paragonata alle squadre più competitive della prefettura di Kanagawa non potendo competere con lo Shohoku e il Kainan. Non possiede giocatori di talento, i quali hanno dimostrato di avere poca competenza, oltre a non avere nemmeno un buon senso strategico, più che altro i giocatori sono propensi al trash-talking in modo da innervosire gli avversari affinché commettano fallo, altre volte usano mosse scorrette per fermare l'offensiva avversaria.
- Kengo Murasame - È il capitano della squadra, è un tipo presuntuoso, prova ostilità contro il Kainan da cui in passato è stato battuto. Ha un carattere combattivo, è arrogante e non esita a commettere falli in difesa quando lo ritiene opportuno oltre a usare provocazioni verbali. Nel manga viene messo al tappeto da Sakuragi che inavvertitamente lo aveva colpito alla testa con il pallone nel vano tentativo di eseguire una schiacciata, cosa che costa ad Hanamichi la sua prima espulsione in una partita: nell'anime invece è stato Naito a subire il colpo.
- Tetsuya Naito - Ala grande. Ex giocatore di rugby, apparso solo nella serie animata, ha iniziato a giocare a basket da poco: difatti ha una tecnica mediocre, ma compensa con la sua forza e la sua stazza (196 cm per 155 kg) per sfinire gli avversari; è anche molto veloce, infatti corre i cento metri in undici secondi. Viene usato dall'allenatore del Miuradai come arma segreta e all'inizio sembra proprio esserlo, salvo poi essere umiliato da Rukawa che mette a nudo tutti i suoi difetti. A quattro minuti dalla fine dell'incontro riceve una pallonata in testa da Hanamichi, il quale sbaglia uno slam dunk prendendolo in pieno e facendolo svenire (nel manga è stato Murasama la "vittima" di questo incidente). Tale azione gli costerà l'espulsione.
- Kazuo Araki - È una guardia, è un giocatore alquanto presuntuoso, sa tirare bene inoltre (quando ha la certezza di avere davanti a sé un avversario debole) si rivela piuttosto spavaldo. Sembra che non gli piaccia il gioco aggressivo e anti sportivo, innervosendosi se vede qualcuno commettere fallo.
- Kazunari Miyamoto - Gioca ricoprendo il ruolo di ala grande, non è un giocatore molto forte, in linea con il resto della squadra del Miuradai, come afferma Murasame il punto debole di Miyamoto, quando quest'ultimo difende, è che non è abbastanza aggressivo.
- Akio Kawasaki - Ricopre la posizione di centro, in genere quando gioca lo so vede adempiere al ruolo difensivo, anche facendosi aiutare da Murasame, quest'ultimo conta su Kawasaki principalmente per rafforzare la linea difensiva della squadra.
- Hiroshi Takatsu - Gioca nella posizione di guardia tiratrice, sembra piuttosto fiducioso delle sue abilità ma non è un atleta molto capace, effettivamente non gioca molto bene in difesa non essendo nemmeno in grado di rubare palla.

### Shoyo
È una delle squadre più forti della prefettura di Kanagawa. Usano un gioco lineare e un attacco aggressivo, quando i giocatori sono ben posizionati si propongono per il canestro una volta ricevuto il passaggio. Sfruttano bene la loro forza offensiva dalla corta-media distanza, oltre ad avere un buon gioco difensivo volto al fine di far perdere il ritmo alla squadra rivale quanto attacca, prediligono la doppia marcatura contro il giocatore avversario che ha il possesso palla. Il grande punto di forza dello Shoyo è la fisicità, il suo roster gode infatti dell'altezza media più alta di tutta la prefettura (quasi tutti i titolari superano i 189 cm di altezza). La squadra non ha un vero allenatore.
- Kenji Fujima - Kenji Fujima (藤真健司?) capitano dello Shoyo. È considerato il miglior playmaker della prefettura di Kanagawa dopo Maki del Kainan. Studente del terzo anno (178 cm per 66 kg) non gioca quasi mai da titolare e preferisce rimanere in panchina ricoprendo il ruolo di allenatore, osservando con molta attenzione il gioco dei suoi avversari ed entrando in campo solamente in casi estremi. In veste di allenatore appare come un individuo calmo e silenzioso, ma quando entra in campo si trasforma in un'altra persona, mettendo in seria difficoltà gli avversari con il suo gioco estremamente veloce. Considera Maki il suo rivale diretto, in quanto l'ha sempre sconfitto fin dal loro contemporaneo esordio. Riscuote un discreto successo con le ragazze. È dotato di una tecnica straordinaria e riesce a trasmettere sicurezza e determinazione alla squadra. È mancino, e ha una padronanza tale del tiro libero in sospensione da poter tirare prima ancora di aver raggiunto la massima altezza nel salto, infatti quando attacca è difficile prevedere i suoi tempi di reazione. Quando guarda una partita dagli spalti si rivela un ottimo osservatore, valutando e interpretando bene le capacità e le intenzioni dei giocatori.
- Toru Hanagata - Toru Hanagata (花形透?) è il vice-capitano e pivot dello Shoyo. Studente del terzo anno, è il centro titolare e il principale trascinatore della squadra quando Fujima è in panchina. È molto abile nel posizionamento ed è capace di effettuare poderose schiacciate. A livello difensivo è inferiore ad Akagi e Uozumi ma rispetto a loro è dotato di una tecnica offensiva più raffinata, dimostrando di essere molto abile nel fade-away. Pur essendo molto alto (197 cm per 83 kg) non è particolarmente forte come rimbalzista, tanto da essere battuto più volte perfino da Hanamichi, nonostante sia più alto di 9 cm e possieda molta più esperienza rispetto a quest'ultimo. In difesa è abile a procurarsi il fallo limitando l'attacco avversario. Molto orgoglioso della forza dello Shoyo, è un ragazzo un po' altezzoso, ma con senso di sacrificio. Ha una buona considerazione di Sakuragi, ritenendolo un buon giocatore.
- Kazushi Hasegawa - Kazushi Hasegawa (長谷川一志?) è uno studente del terzo anno (190 cm per 81 kg) è un po' presuntuoso, si è allenato duramente per ottenere una posizione di rilievo nello Shoyo, abile nel marcare da solo l'avversario creandogli problemi nella sua zona di tiro, in questo modo permette alla quadra di applicare lo schema difensivo box-and-one. Lui e Mitsui giocarono l'uno contro l'altro ai tempi in cui frequentavano le scuole medie, periodo in cui Mitsui era notevolmente più forte di Hasegawa. Sia lui che Hanagata tradiscono un po' di invidia per l'attrattiva che Fujima esercita sulle ragazze.
- Shouichi Takano - Studente del terzo anno tra i titolari della squadra è quello più alto dopo Hanagata (193 cm per 85 kg). Quando individua una debolezza nel suo avversario, non si fa scrupoli a sfruttare le insicurezze del suo rivale per ottenere un vantaggio, pur essendo comunque un giocatore leale, anche se pecca decisamente nella tecnica.
- Taku Ito - Gioca nel ruolo di playmaker (180 cm per 71 kg) è il titolare non tanto per abilità, ma solo perché il capitano Fujima pur essendo un playmaker più bravo di lui, preferisce guardare il gioco dalla panchina, ma quando la squadra avversaria si rivela ostica, Fujima viene preferito a lui. In ogni casi Ito ha una tecnica di gioco abbastanza buona. Tra i titolari è l'unico studente del secondo anno.
- Mitsuru Nagano - Studente del terzo anno (191 cm per 84 kg) è uno dei principali difensori dello Shoyo. Come afferma Taoka è abile nell'intercettare i passaggi alti, Nagano si prodiga nell'intralciare l'offensiva avversaria spalleggiando i propri compagni (aiutati dal fatto che sono molto alti) ma individualmente il suo gioco è debole.

### Kainan
Considerata la squadra più forte della prefettura di Kanagawa e una delle più forti di tutto il Giappone, ha partecipato per ben sedici anni consecutivi al campionato nazionale, motivo per cui ha guadagnato i soprannomi di “Re Kainan” e “Gli Invincibili”. Nell’ultima stagione ha terminato i Campionati Nazionali al quarto posto. Il loro gioco è molto efficace in attacco, ma la loro vera specialità è la velocità con cui reagiscono al contropiede avversario rientrando subito in difesa. Il programma di allenamento del Kainan è molto duro, solo coloro che sono capaci di superare le difficili prove in allenamento (talmente ardue da spingere molte matricole ad abbandonare) possono ottenere un posto in squadra. Questo ha tuttavia permesso ai suoi giocatori di sviluppare una notevole resistenza sotto sforzo, questo infatti è un aspetto che li differenzia totalmente dallo Shohoku, cosa che viene evidenziata nella vittoria contro il Ryonan, dove il Kainan non effettua nemmeno una sostituzione, benché la partita fosse proseguita fino all'overtime. Un altro punto di forza del Kainan, dovuto sempre ai duri allenamenti, è la presenza di tante ottime riserve che permettono ai titolari di rifiatare nelle partite meno difficili; ciò viene mostrato in particolare nella facile vittoria contro il Takezato di Oda, con coach Takato che ha deciso di lasciare in panchina ben tre titolari. 
- Shinichi Maki - Shinichi Maki (牧 紳一?) è il capitano della squadra e gioca principalmente nel ruolo di playmaker. Studente del terzo anno (184 cm per 79 kg), insieme a Sendoh del Ryonan è visto da tutti come il giocatore più forte della prefettura di Kanagawa, nonché uno dei giocatori più forti di tutto il Giappone. Al termine del campionato della prefettura viene inserito nella "Kanagawa Best Five" e nominato MVP del torneo. È molto umile nonostante sappia di essere un campione, cosa che lo differenzia da molti altri fuoriclasse del torneo. È molto ammirato dai suoi compagni di squadra, sebbene infatti sia spesso esigente e severo con loro apprezza le capacità dei suoi giocatori, specialmente quando si impegnano a fondo e fanno un buon lavoro. Giocatore tecnicamente preparatissimo, abilissimo sia nel tiro che nei passaggi, è anche una persona riflessiva che analizza e interpreta bene le situazioni comportandosi di conseguenza. Non è particolarmente alto ma è molto forte fisicamente, nonostante ciò sa essere anche molto veloce. Ciò che lo distingue da Miyagi, che ricopre la sua stessa posizione, è che Maki è più veloce, resistente e con un gioco più predominante, lo stesso Miyagi afferma che ciò che fa di Maki un avversario ostico è il modo in cui trova vantaggio sia in attacco che in difesa grazie alla sua abilità di cogliere le distrazioni dei suoi avversari. Quando attacca è quasi immarcabile, ciò porta spesso gli avversari a commettergli fallo e dunque tramite i tiri che ottiene per penalità li mette a segno comodamente grazie alla sua precisione di tiro, infatti raramente li sbaglia. Il suo unico punto debole è la difesa un po' troppo fallosa; disposto a tutto pur di vincere, a volte usa mosse al limite del lecito. Nel tempo libero pratica il surf.
- Soichiro Jin - Soichiro Jin (神 宗一郎?) studente del secondo anno (189 cm per 71 kg), è il giocatore più temibile del Kainan dopo Maki. È una shooting guard ed è probabilmente il migliore di tutta la prefettura nel suo ruolo. Viene inserito nel "Kanagawa Best Five". Inizialmente puntava a giocare come centro, ma non essendo particolarmente forte fisicamente ha deciso di specializzarsi nel ruolo di guardia, diventando tra l'altro il miglior tiratore da tre punti insieme a Mitsui dello Shohoku. Vanta una tecnica di tiro molto pulita, la sua abilità è frutto della sua tenacia e della dura preparazione a cui si sottopone giornalmente, con un minimo di 500 tiri al giorno, cosa che lo differenzia totalmente da Mitsui, che è diventato abilissimo nella tripla grazie al suo talento naturale. È il giocatore con la media realizzativa più alta di tutta la prefettura. Sul volto ha sempre un'espressione cordiale e gentile. Lui e Fukuda frequentavano la stessa scuola media.
- Nobunaga Kiyota - Nobunaga Kiyota (清田 信長?) matricola del primo anno (178 cm per 65 kg), caratterialmente è il personaggio più simile a Hanamichi, anche se è meno irruente di lui; proprio la grande somiglianza porta spesso i due a litigare ogni volta che si incontrano. La presunzione porta Kiyota a fare molte figuracce e a venire prontamente punito da Maki, tanto che quest'ultimo diventa manesco alle volte; effettivamente il loro rapporto è molto simile a quello che Hanamichi ha con Akagi, anche se quello tra Kiyota e Maki è decisamente più amichevole. Quando gioca porta sempre una fascia viola sulla fronte. Viene soprannominato da Hanamichi "La scimmia del Kainan" e "Nobu-Scimmia". È una delle matricole più forti della prefettura di Kanagawa e ha il desiderio di vincere il titolo di miglior rookie del campionato liceale, motivo per cui odia Rukawa, in quanto molto talentuoso e un possibile ostacolo per la realizzazione di quel sogno. Nonostante sia una matricola è uno dei migliori giocatori del Kainan: è molto veloce ed è dotato di un'eccellente agilità, caratteristiche che gli permettono di dribblare spesso i suoi avversari con facilità e di essere un ottimo realizzatore sotto canestro. È dotato anche di un'ottima elevazione che gli permette, nonostante l'altezza non elevata, di eseguire delle schiacciate, aiutato anche dalle sue eccezionali doti acrobatiche. A modo suo rispetta Sakuragi e Rukawa, lo dimostra il fatto che farà il tifo per loro quando giocheranno contro il Sannoh.
- Kazuma Takasago - Studente del terzo anno (191 cm per 80 kg) somiglia molto ad Akagi, sia per il viso che per il fisico (Hanamichi durante la partita tra lo Shohoku e il Kainan arriva a confonderli). Di ruolo è un centro, è considerato tra i più forti della prefettura, sebbene sia complessivamente inferiore ad Akagi, Uozumi e Hanagata. Forte sia in attacco che in difesa grazie anche alla sua fisicità, è anche un ottimo rimbalzista (tanto da mettere in difficoltà Hanamichi benché quest'ultimo sia più bravo di lui) e sa usare la schiacciata, inoltre è particolarmente bravo nell'andare a caccia di falli, facendo perdere equilibrio nella struttura del gioco avversario.
- Yoshinori Miyamasu - Yoshinori Miyawasu (宮益 義範?) studente del terzo anno, è il giocate meno dotato fisicamente del Kainan (160 centimetri per 42 kg). Nonostante tutto è riuscito a rimanere nel team "sopravvivendo" ai duri allenamenti della squadra, per questo è molto stimato dai suoi compagni, in particolare dal capitano Maki. Di ruolo guardia, sebbene nel complesso sia probabilmente il giocatore più debole del team, è ritenuto dall'allenatore Takato come il miglior tiratore della squadra dopo Jin. Nei primi due anni di liceo non ha mai giocato una sola partita. Miyawasu mette in mostra la sua abilità come tiratore in particolare nella partita contro lo Shohoku, dove viene sottovalutato dagli avversari (in particolare da Hanamichi, con cui utilizza una buona dose di trash-talking per farlo sbagliare) e approfitta della scarsa marcatura per mettere a segno dei canestri (anche da tre punti).
- Tadashi Muto - Studente del terzo anno (184 cm per 75 kg), Maki si affida a lui principalmente per intensificare le marcature contro gli avversari quando il Kainan deve   impostare rapidamente la formazione in difesa, al contrario in attacco Muto non è un cestita molto affidabile tanto che l'allenatore Takato preferisce a lui Miyamasu quando ritiene necessario intensificare lo schema offensivo della squadra.
- Riki Takato - È l'allenatore e ha 40 anni. Capace di intuire velocemente i punti deboli avversari e di agire prontamente cambiando tattica nel corso della partita in modo da sfruttarli al meglio, raramente si agita, in effetti ha molta fiducia nei suoi giocatori. Lui e Taoka si conoscono dai tempi del liceo, praticavano entrambi la pallacanestro e Takato si riferisce a Taoka tuttora chiamandolo senpai. Takato non crede nel puro talento, pur riconoscendolo, infatti per lui la forza di un campione può essere temprata solo col duro lavoro. Osserva con i suoi giocatori la partita tra lo Shohoku ed il Sannoh e afferma chiaramente che, malgrado avessero ancora un vantaggio di oltre dieci punti, se il coach Domoto non avesse preso immediate contromisure per fermare Sakuragi il Sannoh sarebbe stato sconfitto. Porta sempre con sé un sensu.

### Toyotama
Proveniente dalla prefettura di Osaka di cui è una delle più forti, in cui è stato per anni il team numero uno, il Toyotama è un'ottima squadra, che basa il suo gioco sulla tecnica del run and gun, cioè un ritmo altissimo e una serie di attacchi molto veloci, infatti il giocatore che si propone per il canestro non appena riceve palla nella propria zona di tiro lo esegue con rapidità, ciò ha lo scopo di accumulare punti non a caso, quasi tutte le sue partite vinte nel corso del campionato prefettizio si sono concluse con punteggi elevatissimi, questo però porta la squadra a rimanere scoperta in difesa, per ovviare questa mancanza praticando un gioco molto duro ai limiti del regolamento con mosse fallose, e provocando sistematicamente gli avversari. La squadra vanta dei buoni tiratori liberi, i migliori di Osaka sul punteggio individuale.
- Tsuyoshi Minami - È il capitano della squadra, studente del terzo anno, alto 184 cm gioca nel ruolo di small forward. Minami è un giocatore completo, dotato in fase di tiro, inoltre la sua tripla è micidiale, qualità che lo rende il miglior realizzatore della prefettura di Osaka, il suo stile di gioco è paragonabile a quello del swingman. Legatissimo all'allenatore Kitano, Minami è disposto a tutto pur di portare la sua squadra alla vittoria, compreso andare oltre i limiti del regolamento: è infatti soprannominato "Ace Killer", perché autore di gravi falli (gomitate) che di fatto eliminano dal gioco il miglior giocatore avversario; a farne la spese saranno Fujima dello Shoyo e Rukawa, colpito all'occhio, anche se poi Minami gli dà un unguento per aiutarlo a guarire a prova del fatto che in fondo è un bravo ragazzo. I suoi genitori gestiscono una farmacia. Nonostante le apparenze è una persona emotiva, tanto che nei momenti di maggior tensione il suo gioco cala nel rendimento.
- Minori Kishimoto -  Altro elemento di punta del Toyotama, Kishimoto è entrato in squadra assieme all'amico d'infanzia Minami perché affascinato fin da piccolo dalla tecnica del run and gun e dalla figura dell'allenatore Kitano. Studente del terzo anno alto 188 cm gioca nel ruolo di power forward, giocatore fortissimo in chiave offensiva, è il secondo miglior realizzatore di Osaka, pure in difesa si rivela un giocatore competente. Di carattere arrogante e collerico, odia essere sottovalutato, tanto da diventare quasi violento. Tra lui e Sakuragi si instaura subito una vicendevole antipatia.
- Daijiro Itakura - Playmaker, è l'unico studente del secondo anni che gioca tra i titolari, alto 183 cm. Dotato di una buona tecnica individuale, è uno dei tiratori più pericolosi, in particolare quando va sui tre punti, si distingue per la velocità con cui esegui i movimenti nel momento in cui effettua il tiro, qualità che lo rende il terzo miglior realizzatore di Osaka dietro Minami e Kishimoto. Come quest'ultimo è molto arrogante e pronto alla rissa, e non esita a provocare ripetutamente il suo avversario diretto.
- Mitsuaki Iwata - Gioca nel ruolo di centro, studente del terzo anno alto 190 cm. Tra tra lui e Akagi non ci sono termini di paragone, quest'ultimo è pivot più forte di lui, anche se ciò è dovuto probabilmente al fatto che Iwata non è abituato a giocare contro altri centro capaci di metterlo in difficoltà dato che, per propria ammissione, a Osaka non ci sono giocatori del livello di Akagi con cui confrontarsi.
- Kyohei Yajima - Ricopre il ruolo di guardia tiratrice, studente del terzo anno, alto 184 cm. pur avendo una buona tecnica il suo contributo in campo è praticamente minimo, infatti non è all'altezza dei migliori finalizzatori della sua squadra, ovvero Minami, Kishimoto e Itakura dato che il gioco offensivo del Toyotama è solo sulle loro spalle.
- Ohkawa Teruo - Studente del primo anno, compagno di scuola di Hikoichi quando entrambi frequentavano le scuole medie, è tra le riserve del Toyotama, lui e Teruo si sono separati quando quest'ultimo, al suo secondo anno di scuole medie, si trasferì in un'altra scuola. È decisamente presuntuoso, tanto da trattare Hikoichi con sufficienza benché fosse stato proprio lui a insegnare le basi del basket a Teruo. Ora che è un liceale è cresciuto di 20 cm rispetto agli anni delle medie, a quel tempo era persino più basso di Hikoichi (il quale già di per sé non è molto alto).
- Kanehira - È l'allenatore della squadra, ha preso il posto di Kitano Jiei, il quale era ritenuto ormai troppo vecchio per il suo lavoro. Kanehira è un uomo autoritario dal temperamento impaziente e violento, non è una persona cattiva ma non è in grado di tenere il gruppo unito.

### Sannoh
Squadra liceale della prefettura di Akita, è ritenuta la più forte di tutto il Giappone, in quanto vincitrice del campionato nazionale per tre anni consecutivi. Peculiarità del Sannoh sono un gioco velocissimo e il pressing a zona, che riescono a indebolire la squadra avversaria nel giro di pochi istanti. Oltre al fatto che il Sannoh vanta giocatori abili nel tiro libero, quando attaccano usano bene il dribbling, inoltre il loro schema trae forza anche dalla conquista del possesso palla che permette di usare a loro beneficio un rapido contropiede. I titolari del Sannoh si allenano giocando anche contro atleti più grandi di loro.
- Kazunori Fukatsu - Kazunari Fukatsu (深津一成 ?) capitano della squadra, alto 180 cm, è considerato il playmaker liceale più forte di tutto il Giappone. Possiede una straordinaria visione di gioco ed è forte in fase di passaggio, grazie ai suoi assist precisi riesce infatti a lanciare facilmente i suoi compagni in attacco, in particolare Sawakita. Non solo gioca bene in difesa ma è in grado si coordinare con efficienza l'attacco della propria squadra, è un abile tiratore e possiede un'incredibile velocità, che gli torna utile nel dribbling, che rende molto difficile il gioco all'avversario. Nell'osservare in videocassetta la partita tra il Sannoh e il Kainan dell'anno precedente, Miyagi fa intendere che soltanto Maki possa paragonarsi a lui nel ruolo di playmaker. Nelle rarissime occasioni in cui il Sannoh rischia di perdere il controllo della partita è lui ad assicurarsi che la squadra si ricomponga e mantenga il vantaggio con le sue giocate. Personaggio alquanto particolare, alla fine di ogni frase pronuncia la parola "tin".
- Eiji Sawakita - Eiji Sawakita (沢北 栄治?) di ruolo ala piccola, è il trascinatore del team, un atleta dalle qualità davvero eccelse e considerato il più forte cestista liceale in assoluto del Giappone. Frequenta il secondo anno (l'anno precedente, da matricola, fece un campionato strepitoso e trascinò la squadra alla vittoria finale) delle superiori; al termine dell'annata andrà negli Stati Uniti, per provare a realizzare il suo sogno di giocare nella NBA. Pratica questo sport sin dall'infanzia e fu allenato dal padre, un grande estimatore della disciplina. Si potrebbe definire l'alter ego di Rukawa: bravo ma individualista, egocentrico e venerato dal pubblico femminile, inoltre è anche l'unico giocatore che alle medie ha battuto a ripetizione Sendo, rivale di Rukawa. Una cosa che lo rende superiore all'asso dello Shohoku è l'abilità nel trovare i punti deboli dei suoi avversari (ad esempio nota che Rukawa non protegge al meglio la palla quando fa una finta). Curiosamente, nonostante la sua bravura, tende a commettere degli sbagli imbarazzanti quando dovrebbe dare sfoggio delle sue capacità (cosa che lo accomuna ad Hanamichi). I suoi dribbling sono molto veloci, e possiede un'ottima esplosività nello scatto, marcarlo è difficilissimo. Oltre a eseguire un'ottima schiacciata, i suoi tiri liberi sono di una precisione invidiabile, ma la sua arma migliore sono i suoi perfetti tear drop. Gioca in maniera ineccepibile pure in difesa dato che la sua marcatura non ha aperture. Come viene però fatto notare da Hanamichi, anche se Eiji teoricamente è inarrestabile nel one-on-one, questo è il suo principale punto debole; se deve infatti considerare più possibilità anziché una sola, non riesce a concentrarsi al massimo e tende a commettere qualche errore. Sawakita, per buona parte della partita contro lo Shohoku, supera più volte Rukawa dimostrandosi nettamente superiore, ma nella fase finale quest'ultimo ricorda ciò che gli disse Sendo ("Se ci fosse un torneo di one-on-one probabilmente tu vinceresti. Ma in una partita quello è solo uno dei tanti modi per arrivare a canestro. Finché non capirai questo non mi batterai mai in una partita.") e inizia a sfruttare pienamente anche la forza dei suoi compagni; questo mette in crisi Sawakita il quale, non sapendo più se Rukawa avrebbe passato la palla o giocato l'uno contro uno, inizia a perdere lucidità. Malgrado ciò, Sawakita fino alla fine si dimostra formidabile, riuscendo a riportare in vantaggio il Sannoh segnando su una doppia marcatura di Rukawa ed Akagi, ma all'ultimo secondo Rukawa riesce ad eludere la sua stoppata servendo Sakuragi, lasciato libero da Masashi, per il canestro decisivo. Al termine dell'anno scolastico parte per l'America.
- Masashi Kawata - Masashi Kawata (河田雅史?) considerato il miglior centro di tutto il basket liceale giapponese, è un giocatore che si potrebbe definire quasi perfetto: alto 190 cm, la sua schiacciata è eccezionale dato che coniuga una forza fisica straripante a un'ottima elevazione, caratteristiche che, insieme alla sua grande capacità di lettura dell'avversario, gli permettono di essere dominante sotto canestro tanto in fase offensiva quanto in quella difensiva. Pur essendo un pivot è dotato di una tecnica eccezionale, infatti può giocare in tutte le posizioni. Il possedimento di tutte queste qualità, decisamente fuori dal comune per un centro, è dovuto al fatto che, quando era una matricola, non era molto alto, di conseguenza ricoprì diversi ruoli e sviluppare un'ottima tecnica, dopodiché crebbe di oltre 15 centimetri in un solo anno e questo gli permise di diventare un Centro, ma mantenendo la tecnica di un playmaker, il che lo rende unico rispetto a qualsiasi altro Centro del Giappone. Kawata mette in mostra il suo enorme talento durante la partita contro lo Shohoku, in cui riesce a mettere in crisi per tutto il match Hanamichi (anche nei rimbalzi, che sono la sua specialità), Rukawa e soprattutto Akagi, tanto che questi arriva ad ammettere la netta superiorità dell'avversario. Caratterialmente è abbastanza arrogante e tende ad utilizzare una buona dose di trash-talking contro gli avversari. È molto severo con il fratello minore Mikio e il suo collega Sawakita, il quale viene spesso malmenato da Kawata per via delle sue battute e del suo maggior successo con le ragazze. Possiede un ottimo senso analitico, è infatti il primo a intuire la pericolosità di Sakuragi quando quest'ultimo esegue una schiacciata saltando dalla foul line, capendo subito che sul piano della prestanza fisica è persino superiore a Sawakita. Si dimostra anche una persona buona in fondo: è infatti l'unico a notare l'infortunio alla schiena di Sakuragi, e gli consiglia di lasciare il campo perché, se fosse rimasto, avrebbe rischiato di gettare al vento una brillante carriera pur precisando che non si sarebbe trattenuto benché Hanamichi abbia continuato a giocare a suo rischio e pericolo.
- Mikio Kawata - Mikio Kawata (河田美紀男?) è il fratello minore di Masashi, frequenta il primo anno. Non è eccezionale dal punto di vista tecnico, infatti sa tirare solo sotto canestro (esattamente lo stesso punto debole di Sakuragi quando egli ha iniziato a praticare il basket come viene evidenziato da quest'ultimo) tuttavia per merito della sua stazza riesce a posizionarsi sotto l'obiettivo senza difficoltà, infatti attacca grazie al suo post basso, ma per via della sua mole non è molto veloce. Mikio oltre ad avere un fisico roccioso detiene il primato di giocatore più alto di tutto il campionato (la sua statura è di ben 210 cm 130 kg) oltre a essere l'unico giocatore in tutto il manga che può vantarsi di essere il più alto della propria squadra pur non ricoprendo la posizione di centro. Mikio è molto diverso da suo fratello, essendo umile e insicuro oltre a distrarsi facilmente, e viene spesso ripreso bruscamente da Masashi. Secondo l'allenatore del Meihou è uno dei pochi che potrebbe mettere in difficoltà Morishige.
- Masahiro Nobe - Masahiro Nobe (野辺将広?) è un giocatore capace, dotato di molta forza fisica e di un'incredibile elevazione. La sua specialità è il rimbalzo, tanto da poter persino competere con Hanamichi pur non essendo abile come lui, lo stesso Nobe afferma che Hanamichi è l'unico oltre a Masashi a superarlo nel rimbalzo. Ha quasi sempre un'espressione seria, ma può arrivare a innervosirsi davanti agli imprevisti.
- Minoru Matsumoto - Possiede una buona tecnica nell'esecuzione del tiro libero (tanto che anche Mitsui elogia la sua bravura) seppur lontana dall'essere perfetta. Quando attacca si muove con semplicità, il suo dribbling è talmente veloce che, come viene fatto notare da Akagi, non dà tempo all'avversario di reagire.
- Satoshi Ichinokura - Giocatore che viene impiegato principalmente per marcare l'avversario, nel basket liceale è famoso per la sua difesa, anche Mitsui ammette che la difesa di Ichinokura è di alto livello. Possiede una grande resistenza, che praticamente è la sua sola qualità, sembra che Ichinokura metta alla prova la propria resistenza non tanto per impegno ma per testardaggine. Sa riconoscere il valore di un avversario quando ha davanti a sé un forte rivale.
- Goro Domoto - Goro Domoto (堂本 五郎?) è l'allenatore, non è una persona superba, infatti benché il Sannoh sia ritenuto virtualmente imbattibile, non lascia nulla al caso, per lui è indispensabile non sottovalutare mai l'avversario e per questo sprona i suoi giocatori ad allenarsi al meglio in ogni circostanza e a guardare ripetutamente i filmati delle squadre avversarie per essere preparati ad ogni evenienza. Contrariamente ad altri allenatori come Takato o Taoka lui non si arrabbia, nemmeno quando la partita diventa difficile. Quando il Sannoh viene battuto dallo Shohoku, Domoto afferma che grazie a questa sconfitta i suoi giocatori potranno trarre insegnamento per migliorare ancora in futuro.

## Personaggi di altri team minori

### Tsukubu
Quarta squadra affrontata dallo Shohoku nel campionato della prefettura di Kanagawa, apparsa brevemente nel manga avrà più spazio nel secondo OAV l'anno precedente era arrivata tra le prime otto squadre senza tuttavia andare oltre. Possiede un buon tiratore da tre, grazie alla cui abilità è riuscito a portarsi in vantaggio per alcuni minuti a inizio partita, ma quando lo Shohoku ha imposto il suo gioco non è più riuscito a contrastarlo, nemmeno con una serie di falli intenzionali e provocazioni (che portano Hanamichi a commettere cinque falli e venire espulso un'altra volta). Lo Tsukubu perde la partita per 111-79, venendo quindi eliminato dal campionato al quarto turno. Il loro allenatore, il giovane Kawasaki, è stato un allievo di Anzai in passato.
- Koichiro Nango - Koichirou Rango (南郷 洸一郎?) è un centro molto abile con la specialità dei rimbalzi. Appare solo nella serie animata. Si innamora a prima vista di Haruko e sfida Sakuragi a giocarsi il suo amore durante la partita in una sfida di rimbalzi: vincerà Hanamichi, che ne conquisterà ben ventidue, raggiungendo il record di rimbalzi in una partita per un giocatore liceale (comunque non realizzerà un nuovo primato: nel salto per conquistare il ventitreesimo colpisce Nango, commettendo il suo quinto fallo e venendo espulso per la quarta volta consecutiva).
- Tomokazu Godai - Guardia, è il capitano della squadra, apparso nell'anime, ha avuto pure una breve apparizione nel manga. Alle scuole medie era amico di Akagi e Kogure, ma alle superiori decise di iscriversi al liceo Tsukubu. Al primo anno decise di lasciare il basket, salvo ripensarci grazie al suo coach. Vista la sua potenza fisica ed elevazione decise di perfezionarsi nei tiri da tre, diventando un ottimo tiratore: è infatti lui a realizzare la serie di canestri che porterà la squadra in vantaggio sullo Shohoku a inizio partita. A dieci minuti dalla fine commette fallo intenzionale su Sakuragi, ferendolo a un occhio, e venendo espulso.

### Takezono
Questa squadra (apparsa solo nell'anime e citata brevemente nel manga) non ha mai avuto la possibilità di andare avanti nel campionato della prefettura, ma grazie a Oda riescono ad arrivare tra le prime otto squadre. L’avventura termina per mano del Kainan, che sconfigge pesantemente il Takezono 78-150, schierando tra l’altro i soli titolari Jin e Muto.
- Tatsumasa Oda - Oda Tatsumasa (小田 竜政?) è apparso solo nell'anime sebbene sia stato indirettamente menzionato nel primo capitolo del manga. È il realizzatore della squadra, gioca come centro, è fidanzato di Yohko, l'ultima ragazza che rifiutò il corteggiamento di Hanamichi. Ha frequentato la stessa scuola media della sua ragazza e Sakuragi, la Wako. Quando lo Shohoku organizzò un'amichevole con la sua squadra, tra i due si è riaccesa la rivalità sopita a causa del passato da teppista di Hanamichi, che porta Oda ad accusarlo di essere un insulto per i veri amanti dello sport. La partita si conclude a favore dello Shohoku (88-70) e grazie alla determinazione di Hanamichi Oda ricorda il vero spirito del basket. Tre mesi più tardi il Takezono partecipa al campionato della prefettura, ma durante una delle ultime partite Oda subisce un grave infortunio alla caviglia, proprio a pochi giorni dalla partita più importante, quella contro il Kainan. Hanamichi lo sostiene nonostante tutto e disputa un'ottima partita, ma il Kainan ottiene comunque una vittoria schiacciante.

#### Altri studenti
- Yohko Shimamura - Yoko Shimamura (島村 葉子?) è un personaggio dell'anime, sebbene abbia fatto il suo esordio nel primo capitolo del manga (il nome del personaggio tuttavia viene citato solo nell'anime) è stata la 50° ragazza a scaricare Hanamichi alle scuole medie poiché innamorata di Oda, membro della squadra di basket del loro istituto. Studentessa del primo anno. Effettivamente il motivo per cui Sakuragi all'inizio odiava il basket era dovuto al fatto che Yohko preferì Oda a lui.

### Ryokufu
Liceo privato della prefettura di Kanagawa, è dotato di un'ottima squadra, apparsa soltanto nel terzo OAV. Fujisawa, il vicepreside, organizza un'amichevole con lo Shohoku di Anzai, in gioventù suo maestro. La partita risulterà dura per lo Shohoku, con il morale basso per la sconfitta subita pochissimi giorni prima dal Kainan, e senza Akagi, che con la caviglia infortunata non può disputare l'incontro (giocherà comunque negli ultimi 10 minuti, sostituendo Kogure che aveva perso conoscenza), ma riesce comunque a vincere, anche se di un solo punto (75-74).
- Hiragi Nadaka - Pivot. Secondo lui lo Shohoku non è un granché ed è dispiaciuto per Akagi, credendolo l'unico giocatore davvero forte della squadra. Insieme a Okita costituisce la principale coppia di realizzatori del Ryokufu.
- Tetsuya Tozuka - Ala grande. È un abile difensore, ma non molto resistente. Viene messo a marcare Hanamichi, ma rimane presto senza fiato con tutti gli scatti che si susseguono nel corso della partita, mentre Hanamichi resiste senza difficoltà.
- Michael Okita - Ala piccola. È il capitano della squadra. Nativo degli Stati Uniti, è una delle possibili scelte per il draft NBA. La sua amica Eri lo ha portato in Giappone e iscritto al liceo privato Ryokufu con lo scopo di vincere il campionato nazionale, tuttavia la bravura e l'estro di Okita non basterano alla squadra che perde l'incontro. Dopo questa sconfitta, decide di tornare in America per allenarsi più duramente.
- Ichiro Katsumi - Guardia. È il tiratore della squadra, ai livelli di Mitsui. Un tempo era suo amico, quando andava alle medie, e non c'erano paragoni tra i due. Invece, con il tempo, Ichiro ha continuato a migliorare sempre di più, fino a diventare un cecchino come Mitsui, che un tempo era per lui irraggiungibile.
- Yoichi Ebina - Playmaker. Ottimo giocatore sia in attacco sia in difesa.
- Gemelli Tsurumi - Entrano nel secondo tempo per movimentare il gioco. Si confondono tra di loro e avanzano insieme, spostandosi bruscamente per passare o segnare su azioni rapidissime. Ma iniziano presto a diventare prevedibili, e il vantaggio che avevano consegnato alla squadra viene rapidamente azzerato.
- Eri Fujisawa - Figlia del vicepreside del liceo privato Ryokufu, è impegnata come talent scout del club di basket. Grazie alla sua personalità e al suo carisma è rispettata dai giocatori anche molto più dell'allenatore.

### Aiwa
L'Aiwa è stata la miglior squadra della prefettura di Aichi per molti anni, ma nel campionato prefettizio attuale si è classificata 2ª a causa della sconfitta contro il Meihou (il punteggio è 74-68). Durante il campionato nazionale sconfigge lo Shohoku al terzo turno (decimato e stanco per la partita contro il Sannoh del giorno prima, nonché privo di Sakuragi che è partito negli Stati Uniti per guarire la schiena infortunatasi nel corso del match col Sannoh). Poiché inserita nella parte sinistra del tabellone (dove c'è anche il Kainan), l'Aiwa sicuramente non giungerà in finale poiché viene rivelato che sarà il Kainan a finirci.
- Dai Moroboshi - Dai Moroboshi (諸星 大?) è un playmaker e il capitano dell'Aiwa. Lui e Maki si conoscono bene, tant'è che il capitano del Kainan lo reputa un grandissimo giocatore. Non a caso è ritenuto il migliore della sua prefettura (da qui il soprannome di "stella di Aichi"). Tuttavia le sue abilità non sono mai state mostrate nel manga, mentre invece nell'anime dà sfoggio delle sue qualità nel match contro il Meihou, dove nonostante un infortunio iniziale riesce poi a tornare in campo e a guidare la sua squadra a una clamorosa rimonta, che però non si compie pienamente. È considerato l'unico in tutto il paese in grado di contrastare efficacemente Sawakita del Sannoh, ma lui stesso dubita di poterci riuscire.

### Daiei
È la prima squadra della prefettura di Osaka, dopo aver battuto il Toyotama (61-73). Al campionato nazionale, vince senza il minimo sforzo la prima partita del torneo.
- Atsushi Tsuchiya - Atsushi Tsuchiya (土屋 淳?) è il capitano del liceo Daiei, nonché miglior realizzatore della squadra, a detta di Hikoichi, ha uno stile di gioco molto simile a quello di Akira Sendo. Nonostante tutto non lo si è mai visto in azione, le sue abilità sono sconosciute, ma si presume facilmente che sia uno dei giocatori più forti di Osaka.

### Meihou
Il Meihou è diventata la miglior squadra della prefettura di Aichi, sconfiggendo l'Aiwa alle finali per 74-68. È molto probabile che il Meihou sia la squadra vincitrice del campionato nazionale, in quanto il torneo è vinto dalla squadra della "super-matricola".
- Hiroshi Morishige - Di ruolo centro, è probabilmente la matricola più forte, nonché uno dei migliori giocatori, di tutto il Giappone. È dotato di una stazza e di una forza fisica strepitosa (199 cm per 100 kg), che gli permettono di schiacciare senza problemi, travolgendo i suoi marcatori. Possiede anche un ottimo bagaglio tecnico, per questo riesce ad essere un giocatore molto versatile. Adora guardare appeso al canestro i difensori a terra dopo una schiacciata; ciò però gli costa una serie di falli tecnici. Hanamichi lo considera il suo rivale più temibile dopo Rukawa.

## Altri personaggi
- Yayoi Aida - Yayoi Aida (相田 弥生?) è la sorella maggiore di Hikoichi Aida del Ryonan, è una giornalista sportiva. Esegue la sua professione con il massimo della caparbietà, seguendo con attenzione gli incontri salienti del torneo, supportata dal suo collega Nakamura. Tifa per il Ryonan per la presenza di suo fratello ma, in particolare, per la presenza di Sendo, per il quale ha un debole.
- Tetsuo - Teppista amico di Mitsui, eccezionale nel combattimento corpo a corpo. Durante la rissa in palestra, prende a botte Rukawa e Hanamichi, anche se quest'ultimo riuscirà ad avere la meglio. In seguito, Tetsuo diverrà un altro sostenitore di Mitsui e un grande amico di Sakuragi e della sua banda. Esce con la moto sempre senza casco e, a causa di ciò, viene sempre inseguito dalla polizia.
- Ryu - È il più cattivo dei teppisti della gang di Mitsui. Nella rissa in palestra colpisce vigliaccamente Rukawa alle spalle, sbattendogli in testa lo spazzolone per pulire il parquet. Viene sconfitto facilmente in uno scontro uno contro uno da Yuji Okusu. Dopo il cambiamento di Mitsui e l'abbandono di Tetsuo e Hotta, Ryu (solo nell'anime) diviene il capo della banda, e decide di punire il suo ex capo Tetsuo facendosi aiutare dai suoi amici, l'arrivo casuale di Mitsui aumenta la collera di Ryu che decide di spezzargli entrambe le mani in modo che non possa giocare mai più ma l'intervento di Hanamichi e della sua banda interrompe la sentenza, venendo messo di nuovo knock-out da Okusu, Mitsui e il rossino raggiungono la palestra per disputare la partita contro il Takahata.
- Kito - Amico d'infanzia di Ryu, apparso solo nella serie animata, e nuovo membro della sua banda. A differenza degli altri predilige stendere subito gli avversari con qualsiasi mezzo, ad esempio quando colpisce da dietro Tetsuo con una spranga di ferro o quando cerca di colpire Hanamichi mentre è distratto con un casco da moto. Comunque fisicamente è inferiore a Testuo, che nonostante i colpi subiti da dietro, riesce comunque a sollevarlo e a scagliarlo contro una parete senza difficoltà. È stato in prigione per un tempo indeterminato, durante il quale ha ucciso due detenuti. Dopo l'arrivo della banda di Hanamichi si unisce a loro e sconfigge senza difficoltà Kito in uno scontro uno contro uno.
- Sugiyama - Capitano della squadra di basket dell'università Shintai, definita la migliore di tutto il Giappone a livello universitario. Osservando la partita dello Shohoku contro il Ryonan afferma che Akagi è il miglior Pivot della prefettura di Kanagawa (preferendolo a Hanagata dello Shoyo, Takasago del Kainan e Uozumi del Ryonan), e pertanto si reca a casa sua col suo coach per chiedergli di entrare nella loro scuola e squadra l'anno prossimo. La lettera che Haruko spedisce a Hanamichi in America afferma che, nonostante la grande opportunità, alla fine del campionato nazionale Takenori ha deciso di rifiutare la proposta, optando per un'università meno prestigiosa.
- Ryuji Yazawa - ex-allievo di Anzai fino a 15 anni prima gli eventi del manga. L'allenatore mirava a renderlo il più forte del Giappone. Yazawa non sopportava i suoi modi inflessibili, in particolare la sua fissazione riguardo ai fondamentali; decise così di partire in America, credendo di poter migliorare la sua tecnica ed esprimere appieno le sue capacità. Anzai non ebbe più notizie del ragazzo, tranne un video in cui viene mostrato durante una partita in piena difficoltà per lacune tecniche e per mancanza di affiatamento con i suoi compagni di squadra. Cinque anni dopo, l'allenatore venne a sapere che il suo allievo era morto in un incidente stradale sotto effetto di droghe, ad appena 24 anni. Mentre visitava la sua tomba, la madre gli consegnò una lettera scritta dal ragazzo quattro anni prima e a lui indirizzata, ma mai spedita, in cui chiese scusa al suo coach manifestando pentimento per la sua scelta affrettata di partire. Anzai rimase a tal punto sconvolto dall'accaduto che abbandonò l'ambito universitario e i metodi austeri, trasformandosi in un uomo mite, bonario e molto paziente. Stando ad Anzai, Yazawa aveva un talento prodigioso e afferma di aver infine trovato due ragazzi con un talento persino superiore al suo: Rukawa e Sakuragi.
- Kitano Jiei - Ex allenatore della squadra del Toyotama, era molto apprezzato da Minami e Kishimoto, lui ha istruito la squadra affinché lo schema di gioco si concentrasse maggiormente sull'offensiva, nella filosofia per cui bisognasse impiegare le energie nell'80% in attacco e solo nel 20% in difesa. I suoi superiori lo hanno sollevato dal suo incarico, non molto contenti del fatto che, sotto la sua guida, il Toyotama fosse solo tra le più forti di Osaka ma non tra le migliori del paese, dato che desideravano più attenzione mediatica per il loro istituto, infatti Jiei è stato rimpiazzato da Kanehira. Attualmente allena una squadra di pallacanestro in una scuola elementare, ma pur non essendo più il mentore di Minami, è ancora una figura di supporto per lui.
- Tetsu Sawakita - È il padre di Eiji, è stato lui a insegnargli le basi del basket, addirittura il primo regalo che fece al figlio fu un pallone da pallacanestro, comprò anche una casa più grande con tanto di giardino per consentire al figlio di allenarsi meglio. Testu è molto orgoglioso di Eiji, è stato proprio per merito dei suoi insegnamenti che il figlio si è trasformato in un talento precoce, avendo praticato per anni il basket sotto la guida del padre quando Eiji frequentò le scuole medie potendo per la prima volta giocare in un vero club di basket era già più forte dei suoi coetanei. Tetsu capisce suo figlio meglio di chiunque altro, comprendendo ogni suo stato d'animo.
- Ichiro Mizutawa - Capitano della squadra di basket della scuola media Tomigaoka, la stessa frequentata da Rukawa. Lui e sua sorella Akane sono apparsi soltanto nel quarto OAV. Il suo sogno è vincere il campionato nazionale col suo senpai Kaede, e per questo ha deciso di iscriversi allo Shohoku. Sfortunatamente contrae dei forti dolori al ginocchio, avviso di una malattia incurabile che gli impedirà per sempre di giocare a basket; il suo medico gli consiglia di smettere subito per non velocizzare il processo, ma egli si rifiuta. Sua sorella maggiore riesce a organizzare una partita per realizzare il sogno di Ichiro: giocare con Rukawa. Le squadre vengono così composte: Rossi (Sakuragi, Mitsui, Miyagi, Yasuda, Shiozaki) e Bianchi (Akagi, Kogure, Kuwata, Mizutawa, Rukawa). Rukawa però si rifiuta di giocare con "un ragazzino", quindi Mizutawa e Shiozaki fanno cambio. Nonostante l'handicap Ichiro dà il meglio di sé, dimostrando di essere al livello del suo senpai. La partita si conclude con un pareggio (78-78). Ichiro può smettere di giocare senza rimpianti, e accetta la proposta di diventare, l'anno prossimo, il secondo manager dello Shohoku.
- Akane Mizutawa - Sorella maggiore di Ichiro. Si confida con Haruko (sua amica) sulle condizioni del fratello e questa, commossa, convince Takenori a organizzare una partita con squadre composte da giocatori dello Shohoku più Ichiro.
- Dr. T - Personaggio super deformed indipendente dall'opera che rappresenta l'autore del fumetto (la "T" si riferisce appunto a "Takehiko"). Appare qualche volta con lo scopo di spiegare le regole del basket. Indossa sempre un berretto rosso girato e la maglia n.23 dei Chicago Bulls (cioè quella di Michael Jordan), e spesso è mostrato utilizzare un pallone degli Harlem Globetrotters.

## Altri team
- Kadono - Seconda squadra affrontata dallo Shohoku nel torneo di Kanagawa. Non è molto forte, infatti subisce una sconfitta clamorosa (24-160). Hanamichi entra in campo a due minuti dall'inizio, ma viene espulso anche in questa partita; in questo match ottiene la sua espulsione più rapida (circa 4 minuti), che gli varrà i soprannomi di "re delle espulsioni" e "re dei falli".
- Takahata - Terza squadra affrontata dallo Shohoku nel torneo di Kanagawa. Neanche questa squadra è molto forte, venendo sconfitta clamorosamente (103-59). Anche in questa partita Hanamichi viene espulso.
- Takezato - Insieme a Kainan, Shohoku e Ryonan, è una delle quattro squadre giunte alle finali del torneo di Kanagawa. Tuttavia si rivelerà decisamente inferiore alle altre, perdendo tutti gli incontri: contro il Ryonan per 117-64 (con Sendo e Uozumi non schierati fino alla fine della partita), contro lo Shohoku per 120-81 (con Akagi e Sakuragi in panchina, il primo perché infortunato e il secondo per non mostrare al Ryonan di aver imparato a tirare da sotto canestro in soli tre giorni), e contro il Kainan per 98-51.
- Shohoku-B - Non è un team vero e proprio, ma un quintetto composto da quattro giocatori dello Shohoku (Sakuragi, Mitsui, Miyagi, Yasuda) più Ichiro Mizutawa. Disputerà un'amichevole contro un altro team composto da giocatori dello Shohoku (Akagi, Kogure, Kuwata, Shiozaki, Rukawa), detto Shohoku-A, per realizzare il sogno di Ichiro di giocare col suo senpai Kaede almeno una volta. La partita terminerà con un pareggio (78-78), grazie a una schiacciata di Hanamichi realizzata negli ultimi secondi.
- Shoyo/Ryonan - Non è un team vero e proprio, bensì uno improvvisato dietro insistenza di Sakuragi, che voleva mostrare a tutti la sua nuova tecnica, il "tiro dell'allenamento" (niente più che un tiro in sospensione, imparato perfettamente in una sola settimana sotto la guida di Anzai, mentre il resto della squadra era fuori per uno stage con lo Josei). La squadra è composta da tre giocatori dello Shoyo (Fujima, Hanagata, Hasegawa) e quattro del Ryonan (Fukuda, Ikegami, Uozumi, Sendo). Lo Shohoku sconfigge questa fortissima combinazione (76-74) anche grazie ai grandissimi miglioramenti di Hanamichi, che segna 4 punti con tiri in sospensione e 2 con una schiacciata all'ultimo secondo, grazie alla quale lo Shoyo/Ryonan viene battuto.
- Yokotama - Squadra proveniente dalla prefettura di Hyōgo. Al primo turno del torneo nazionale si scontra con l'Aiwa, venendo sconfitta (il punteggio è 103-58).
- Tomifusa - Squadra sconfitta al primo turno del torneo nazionale dal Daiei (il punteggio è 81-48).
- Haraguchi - Squadra sconfitta al primo turno del torneo nazionale dallo Josei (il punteggio è 79-34).
- Hori - Proveniente dalla prefettura di Fukuoka. Team appena menzionato nel manga, si sa che al torneo nazionale ha sconfitto il Machida al primo turno per 74-40.
- Machida - Proveniente dalla prefettura di Aomori. Team appena menzionato nel manga, si sa che al torneo nazionale è stato sconfitto al primo turno dall'Hori per 74-40.
- Uruyasu - Team appena menzionato nel manga, si sa che al torneo nazionale ha sconfitto lo Yuki al primo turno per 93-58.
- Yuki - Team appena menzionato nel manga, si sa che al torneo nazionale è stato sconfitto al primo turno dall'Uruyasu per 93-58.
- Mamiyanishi - Squadra proveniente dalla prefettura di Iwate. Si scontra col Kainan al secondo turno del torneo nazionale, venendo sconfitta per 104-49.
- Hakuta - Squadra proveniente dalla prefettura di Fukuoka. È una delle cinque squadre qualificate direttamente al secondo turno.
- Rakuan - Squadra proveniente dalla prefettura di Kyoto. È una delle cinque squadre qualificate direttamente al secondo turno.